# Club des Vikings de Rouen
Le Club des Vikings de Rouen est un club de natation et de water polo français basé à Rouen. Le club fut fondé en 1935.
Ce club est orienté vers le haut niveau. Le président actuel est Aurélien Grimaud. Depuis quelques années, il est le club phare en eau libre, entrainé par Éric Boissière, qui s'est ajoutée à la natation course qui a fait et fait encore vibrer et vivre le club. Le directeur technique est Sébastien Gandelin.

## Nageurs illustres
- Stéphan Caron
- Xavier Savin
- Christine Duperron
- André Foucard
- Fabien Gilot
- Grégory Mallet
- Sébastien Bodet
- Diane Bui Duyet
- Julien Sicot
- Damien Cattin-Vidal
- Logan Fontaine
- Robin Coquerel